# موریس
موریس (فرانسوی: Maurice) با نام رسمی جمهوری موریس (انگلیسی: Republic of Mauritius)، کشور جزیره‌ای در جنوب آفریقا و اقیانوس هند است که در حدود ۹۰۰ کیلومتری شرق ماداگاسکار واقع شده‌است. جمعیت این کشور یک میلیون و ۳۰۰ هزار نفر و پایتخت آن پورت لوئیس است. این کشور قانوناً زبان رسمی ندارد اما در عمل انگلیسی و فرانسوی به عنوان زبان‌های رایج اصلی عمل می‌کنند. واحد پول این کشور روپیه موریس است.
این کشور در قرن شانزدهم میلادی ابتدا مستعمره پرتغال و سپس هلند (قرن ۱۷) شد. در سال ۱۷۱۵ جزیره تحت کنترل فرانسوی‌ها درآمد و در طی جنگ‌های ناپلئونی در سال ۱۸۱۰ جزیره توسط نیروهای انگلیسی اشغال شد. در سال ۱۹۶۸ این کشور استقلال خود را از انگلستان به دست آورد.

## تاریخ
دریانوردان عرب اولین کسانی بودند که این جزیره خالی از سکنه را در حدود سال ۹۷۵ کشف کردند و آن را دینا آروبی نامیدند. اولین کشف تأیید شده این جزیره از سوی اروپاییان در سال ۱۵۰۷ توسط ملوانان پرتغالی بود که البته آن‌ها سپس علاقه چندانی به این جزایر نشان ندادند. هلندی‌ها در سال ۱۵۹۸ مالکیت این جزایر را به دست گرفتند و رشته‌ای از سکونتگاه‌های موقت را طی یک دوره حدود ۱۲۰ سال در آن ایجاد کردند، اما تلاش‌های خود در این زمینه را در سال ۱۷۱۰ رها کردند. هلندیان این مستعمره را به افتخار ماوریتس، شاهزاده اورانژ، جزیره موریس نامیدند.
فرانسه در سال ۱۷۱۵ کنترل موریس را به دست گرفت و نام آن را به «ایل دو فرانس» (جزیره فرانسه) تغییر داد. در سال ۱۸۱۰، این جزیره توسط بریتانیای کبیر تصرف شد و چهار سال بعد فرانسه موریس و مناطق وابسته آن را به بریتانیا واگذار کرد و بریتانیایی‌ها نام پیشین جزیره را به آن برگرداندند. موریس به عنوان مستعمره بریتانیا شامل رودریگز، آگالگا، سنت براندون، تروملین، مجمع الجزایر چاگوس، و تا سال ۱۹۰۶، سیشل بود. حاکمیت بر تروملین بین موریس و فرانسه مورد مناقشه است، زیرا به‌طور خاص در معاهده پاریس ذکر نشده‌است. موریس تا زمان استقلال در سال ۱۹۶۸ عمدتاً مستعمره کشاورزی بریتانیا باقی ماند. موریس اکنون عضو اتحادیه کشورهای همسود (مشترک‌المنافع بریتانیا) است.

## جغرافیا
مساحت این کشور ۲۰۴۰ کیلومتر مربع است. (۱۱ برابر شهر واشینگتن و تقریباً ۳ برابر شهر تهران). خط ساحلی دور جزیره ۱۸۰ کیلومتر است که تمامی آن از ماسه‌های نرم، سفید و درخشان پوشیده شده‌است. این کشور در نیمکره جنوبی زمین واقع شده‌است، بنابراین فصول آن برعکس نیمکره شمالی است.

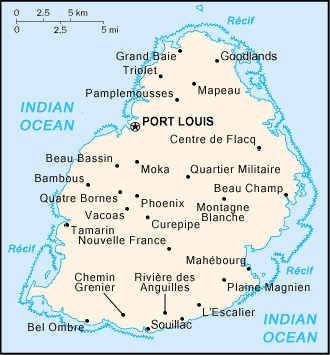

میانگین دمای هوا در زمان سفر نوروزی: روز: ۲۸+ الی ۳۰ + شب: ۲۰+ الی ۲۲+ دمای آب: ۲۶+ الی ۲۸+ درجه سانتیگراد. اختلاف زمان موریس با تهران تنها نیم ساعت است. (زمان رسمی موریس: ۰۴:۰۰، زمان رسمی ایران: ۰۳:۳۰)

## تقسیمات کشوری
جزیره موریس خود به ۹ بخشداری تقسیم شده‌است (نام مرکز بخش‌ها در میان دوکمان آمده):
1. بلک ریور (تامارین)
2. فلاک (سنتر دو فلاک)
3. ناحیه گرند پورت (ماهبورگ)
4. موکا (موکا)
5. پامپلموسس (پامپلموسس)
6. ناحیه پلن ویلهم (روزهیل)
7. پورت لوئیس (پورت لوئیس)
8. ناحیه ریویر دو رمپار (پودر دو اور)
9. ساوانه (سوئیاک)

سه جزیره یا جزیره‌گروه دیگر که متعلق به موریس هستند عبارت‌اند از:
- جزایر آگالگا
- آبتل‌های کارگادوس کاراخوس
- جزیره رودریگز

## سیاست
نوع حکومت در این کشور جمهوری دموکرات است و به صورت ایالتی مدیریت می‌شود. آمینه غریب اولین رئیس‌جمهور زن کشور موریس است که از سال ۲۰۱۵ تاکنون این سمت را بر عهده دارد.
موریس روابط قوی و دوستانه با کشورهای مختلف قاره آمریکا، آفریقایی، آسیایی، اروپایی و اقیانوسیه دارد. موریس روابط دیپلماتیک با چین و روابط دریایی با اتحاد جماهیر شوروی در آوریل ۱۹۷۲(میلادی) برقرار کرد. این کشور عضو سازمان تجارت جهانی، سازمان ملل متحد، اتحادیه آفریقا، جامعه توسعه جنوب آفریقا، کمیسیون اقیانوس هند و تشکیل انجمن ریموند اقیانوس هند است. در تاریخ دوشنبه ۱۳۹۶/۰۳/۱۵به دنبال قطع رابطه و تحریم قطر از طرف کشورهای عربستان سعودی، امارات متحده عربی، بحرین، مصر و لیبی، کشور موریس نیز به این جمع اضافه شد.
قوانین حاکم موریس تا حدی از قوانین مدنی فرانسه و قوانین بریتانیا مشتق شده‌است. موریس هم‌اکنون دموکراتیک‌ترین کشور قاره آفریقا محسوب می‌شود.

رضاشاه پهلوی در تبعیدگاه موریس

در سال ۱۹۴۱ میلادی، رضاشاه پهلوی به خواست بریتانیا از سمت خود برکنار و توسط نیروهای بریتانیایی از بندرعباس به جزیرهٔ موریس تبعید شد. سپس وی به شهر ژوهانسبورگ در آفریقای جنوبی منتقل شد و در همان‌جا در تاریخ ۴ مرداد ۱۳۲۳ درگذشت.

## مردم و فرهنگ

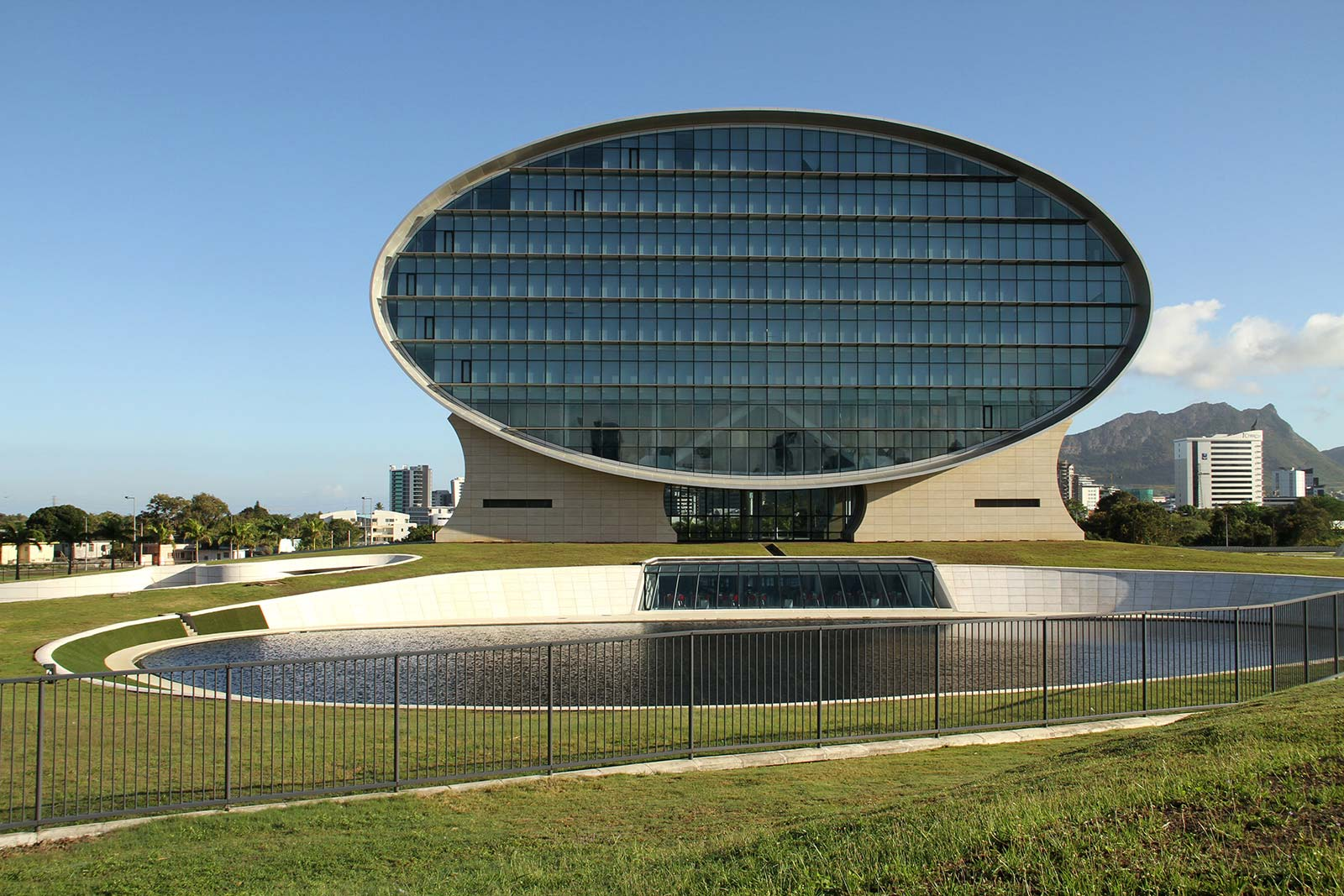
شعبه بانک بازرگانی موریس در اِبن سایبرسیتی

جمعیت این کشور ۱٬۳۰۰٬۰۰۰ نفر می‌باشد که از نژادهای متنوع تشکیل شده‌است. (هندی، چینی، اروپایی و آفریقایی). زبان رسمی اداری این کشور انگلیسی است ولی مردم به دو زبان انگلیسی و فرانسوی تسلط کامل دارند. دین مردم کشور: ۴۸٪ هندو، ۳۲٪ مسیحی، ۱۷٪ مسلمان و ۳٪ سایر ادیان.
تعطیلات عمومی موریس ترکیبی از چندین فرهنگ در تاریخ موریس است. تمام تعطیلات عمومی مربوط به جشنواره تاریخی-مذهبی است. جشنواره‌های هندو، جشنواره‌های چینی، جشنواره‌های مسلمان، و همچنین جشنواره‌های مسیحی نیز وجود دارد.
ساختمان‌های موریس انواع طرح‌ها، مواد، و عنصرهای تزئینی منحصر به فرد از نوع بافت تاریخی اقیانوس هند و استعمار اروپا است.

## اقتصاد
واحد پول این کشور روپیه موریس است. ۱ دلار = ۳۰ روپیه موریس، ۱ یورو = ۴۰ روپیه موریس. ولتاژ برق موریس ۲۲۰ ولت ۵۰ هرتز است که مشابه سیستم برق ایران می‌باشد.
این کشور مبادله اطلاعات را به صورت خودکار بر اساس استاندارد گزارش مشترک و قانون اخذ مالیات بر حساب‌های افراد خارجی اعمال کرده‌است. موریس عضو گروه ضد پول‌شویی و مبارز با انواع جرایم و جنایت‌های مالی است. اجرای استانداردهای مالیاتی بین‌المللی در این کشور مورد توافق صورت گرفته‌است.

## گردشگری

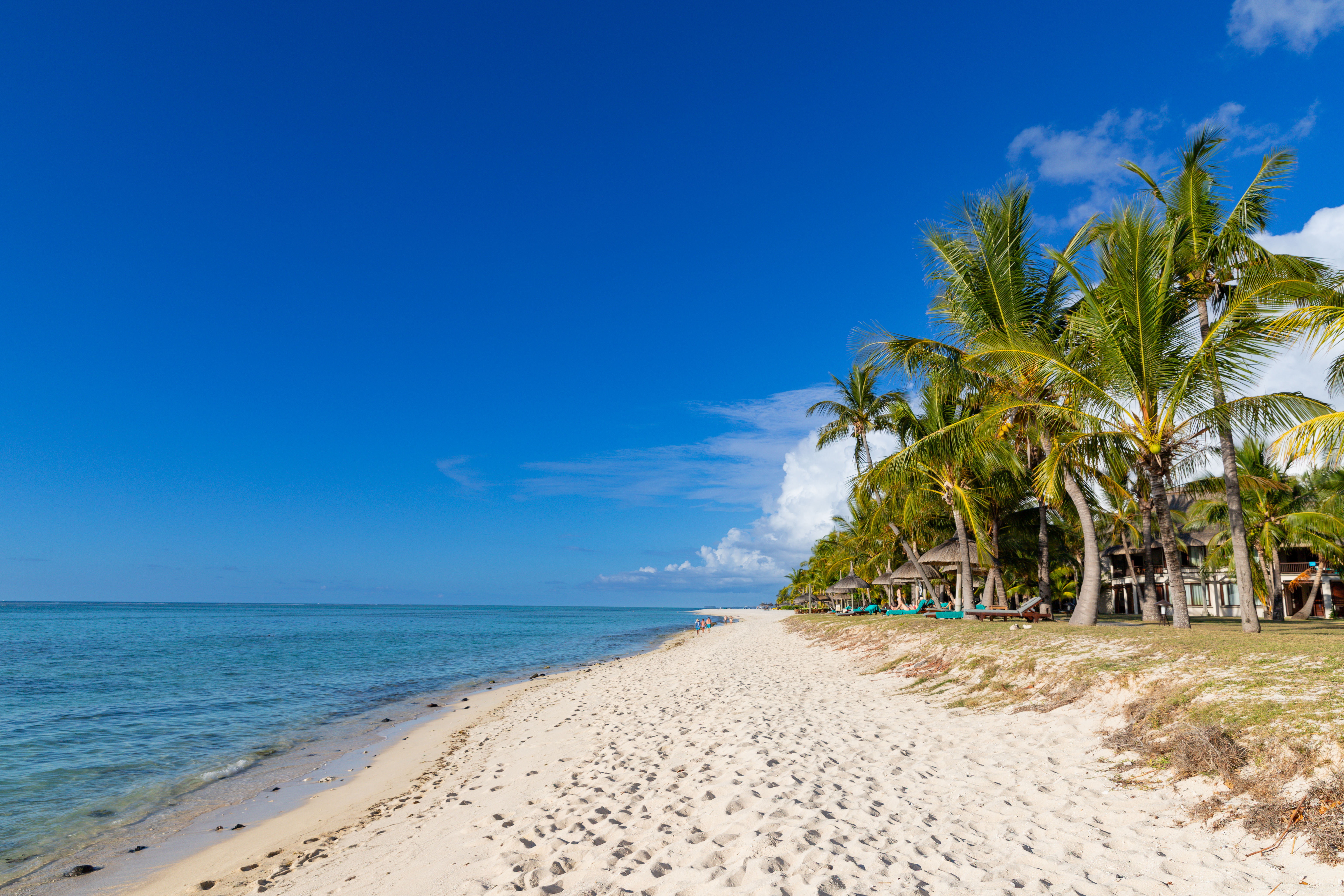
قسمتی از ساحل گرمسیری

موریس یک مقصد گردشگری بزرگ است، گردشگری چهارمین عامل اقتصاد این کشور است. هوای گرمسیری با دریای آبی روشن، سواحل و جانوران آبزی همچنین با جمعیت چند قومی و فرهنگی، برای گردشگران جذاب است.
از سال ۲۰۰۵ حمل و نقل اتوبوس عمومی برای دانش‌آموزان و افراد معلول، شهروندان ارشد رایگان است. در حال حاضر هیچ راه‌آهنی در موریس وجود ندارد.

تنها فرودگاه بین‌المللی برای هوانوردی غیرنظامی، فرودگاه بین‌المللی فرودگاه بین‌المللی سر سیوساگور رامگولام است. دولت برای حل مشکل ترافیک، پروژه مترو سریع‌السیر که از پورت لوئیس تا کورپیپ است را آغاز کرده‌است.

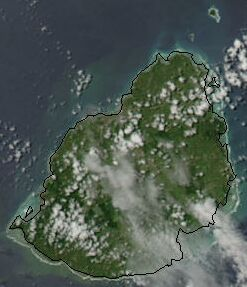
نگاره ماهواره‌ای جزیره موریس

موریس از جاذبه‌های توریستی متنوعی بهره‌مند می‌باشد؛ علاوه بر سواحل بسیار زیبا، رودخانه، مرداب، کوه، جنگل‌های زیبا، گونه‌های جانوری و گیاهی فراوان، دهانه‌های آتشفشانی، آبشار و آثار تاریخی را نیز می‌توان در این جزیره مشاهده نمود.
سازمان جهانی جهانگردی موریس را به عنوان یکی از ده مقصد برتر توریستی دنیا معرفی نموده‌است.
مارک توین، نویسنده مشهور آمریکایی، خالق آثاری از قبیل ماجراهای تام سایر، هاکلبری فین، شاهزاده و گدا جزیره موریس را چنین توصیف نموده‌است: «موریس نمونه‌ای از بهشت روی زمین است.»
جزیره موریس با وسعتی ۴ برابر شهر تهران (۲۰۴۰ کیلومتر مربع) و ۱۸۰ کیلومتر نوار ساحلی ماسه‌ای سفید و طبیعتی گرمسیری از مقصدهای گردشگری است. یکی از بزرگ‌ترین دیواره‌های مرجانی جهان در پیرامون این جزیره واقع شده‌است.
جاذبه‌های گردشگری دیگر عبارتند از: پارک جنگلی کازلا، باغ پرندگان و پارک لاک‌پشت‌های غول پیکر و پارک ماجراجویی زیپ لاینر، منطقه حفاظت شده بلک ریور و آبشار شاماقل، زمین هفت رنگ، باغ گیاه‌شناسی سلطنتی موریس، معبد گانگا تالئو، مجسمه شیوا تنها بخشی از دیدنی‌های جزیره موریس محسوب می‌گردند.
غذاهای موریسی ترکیبی از غذاهای هندی، چینی و فرانسوی هستند که به غذاهای کریولی مشهور هستند. موریسی‌ها رقص‌ها و موسیقی مخصوص به خود را دارند که بیشتر از فرهنگ مردم قاره آفریقا الهام گرفته و کمتر از مردم آسیایی.

## یادداشت ها
1. ↑  The Mauritian constitution makes no mention of an زبان رسمی. The Constitution only mentions that the official language of the National Assembly is English; however, any member can also address the chair in French.
2. ↑  Language most often spoken at home, as per 2011 Census.